# Sakao (Sanma)
Sakao, alternativ Lathi genannt, ist eine kleine unbewohnte Insel nahe der Nordostküste der größten vanuatuischen Insel Espiritu Santo.
Sakao ist dicht bewachsen und gehört zur Provinz Sanma.